# 스테고사우루스
스테고사우루스(Stegosaurus)는 장순아목 검룡류 공룡의 한 속이다. 어원은 고대 그리스어 στέγοςσαῦρος로, "지붕 도마뱀" 또는 "덮인 도마뱀"이라는 뜻이다. 스테고사우루스는 1억 5천 만년 전 쥐라기 후기 오늘날의 아메리카의 북서부에서 서식했다. 2006년에 스페인과 포르투갈에서 표본이 발견되면서 유럽에서도 서식했다는 것이 밝혀졌다. 스테고사우루스는 특유의 꼬리 가시와 골판으로 인해 가장 잘 알려진 공룡 중 하나이다. 모리슨층 상부에서 최소한 세 개의 종과 약 80 개체의 화석이 발견되었다.
스테고사우루스는 크고 육중한 체격, 네 개의 짧은 다리를 가진 초식공룡이다. 뒷다리에 비해 짧은 앞다리를 가져 등이 둥글게 굽어지면서 머리가 꼬리보다 땅에 가까운 독특하고 보기 드문 자세를 취했다. 골침과 골판의 배열에 대해서는 많은 추측이 이루어지고 있다. 골침은 주로 방어 용도로 사용했다는 주장이 우세하며, 골판은 방어, 과시, 체온조절 등 이견이 많다. 커다란 몸에 비해 뇌의 크기는 비교적 작았다. 스테고사우루스는 짧은 목과 작은 머리를 가졌는데, 낮은 곳의 수풀과 관목을 먹었을 것이라고 추측한다. 대략 버스 크기만한 스테고사우루스는 모든 검룡류들 중 가장 크다. 같은 속보다 월등히 크다.

## 생김새
사족보행을 하는 스테고사우루스는 두 줄로 나 있는 연 모양의 골판이 둥근 모양의 등에 수직으로 솟아 있는 것과 두 쌍의 긴 골침이 거의 수평으로 꼬리 끝 부분에 나 있는 것 덕분에 가장 쉽게 알아볼 수 있는 공룡 속 중의 하나다. 몸 길이는 9m에 이르지만 스테고사우루스의 여러 종들은 동시대에 살았던 거대한 용각류 공룡에 비하면 매우 작아 보였다. 알로사우루스나 케라토사우루스와 사우로파가낙스와 토르보사우루스 등과 같은 거대한 포식성 수각류 공룡으로부터 생존하기 위해서는 어떤 형태든 갑옷처럼 단단한 껍질이 필요했을 것으로 보인다.

스테고사우루스와 인간의 크기를 비교한 그림

뒷발에는 각 세 개 씩의 짧은 발가락이, 앞발에는 각 다섯 개의 발가락이 있었다. 안쪽에 위치한 두 개의 발가락에는 뭉툭한 발굽이 있었다. 발가락 공식은 2-2-2-2-1로, 앞다리의 가장 안쪽 발가락에는 두 개의 뼈가, 그 다음 발가락에도 두 개의 뼈가, 마지막 발가락에는 한 개의 뼈가 있는 형태이다. 네 다리 모두 발가락 뒤쪽에 있는 발바닥이 지탱하고 있었다. 다부진 형태의 뒷다리에 비해 앞다리가 훨씬 짧아서 특이한 자세를 취했다. 꼬리는 지면에서 떨어져 비교적 높이 공중에 들려 있었던 것으로 보이고, 머리는 상대적으로 낮게, 아마도 1m 혹은 그 이내의 높이에 위치했던 것으로 보인다.
길고 좁은 두개골은 몸에 비해 작았다. 현생 조류를 포함하여 대부분의 지배파충류가 가지고 있지만 현생 악어류에는 없는, 코와 눈 사이에 위치한 스테고사우루스의 전안와창은 작은 크기였다. 두개골이 낮게 위치한 것은 스테고사우루스가 낮은 곳에 위치한 식물을 먹었으리라는 짐작을 하게 한다. 이 해석은 앞니가 없는 대신 각질로 된 부리, 즉 람포테카(rhamphotheca)를 가지고 있다는 점에서 뒷받침된다. 이빨은 작은 삼각형 모양이며 납작하다. 이빨이 닳은 흔적을 보면 음식을 저작했던 것으로 보인다. 턱뼈가 안쪽으로 들어간 구조를 가지고 있는 것으로 보아 음식을 씹는 동안 음식물이 입 안에 머물게 하기 위한 볼을 가지고 있었던 것으로 추측된다.

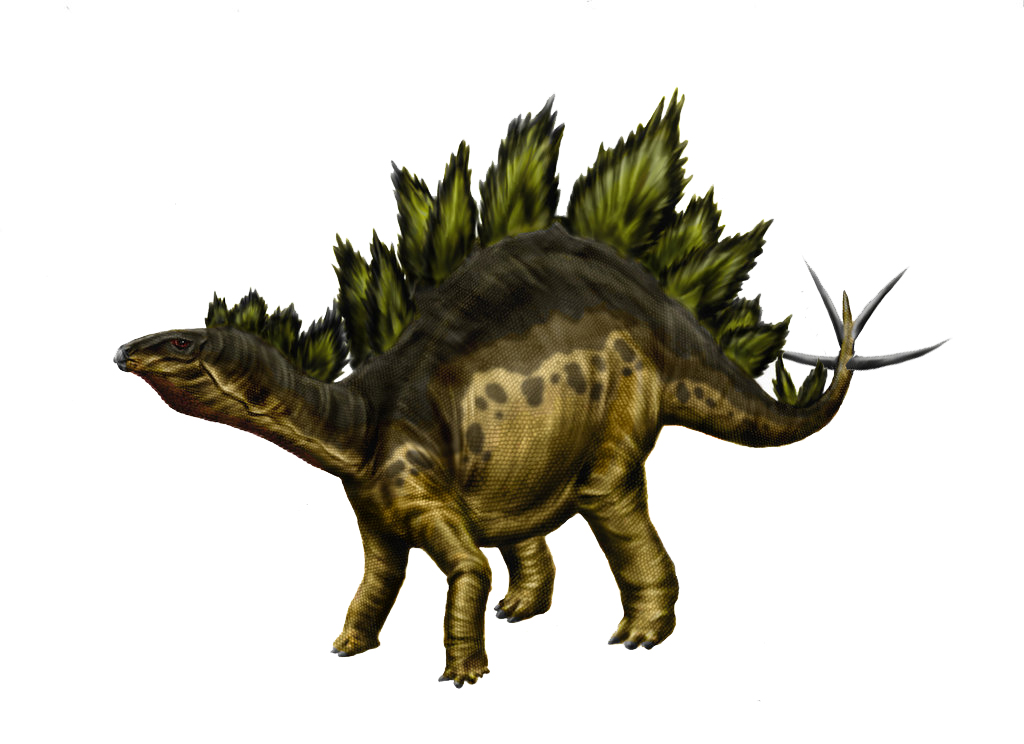
스테고사우루스 아르마투스의 복원도.

스테고사우루스는 전반적으로 상당히 큰 공룡이지만, 두개골은 매우 작아서 개의 두개골 정도 크기밖에 되지 않는다. 오트니엘 찰스 마시가 1880년에 잘 보존된 스테고사우루스의 두개골로부터 뇌가 들어있던 공간의 본을 떠서 뇌 크기를 추정할 수 있었다. 이 두개강의 본은 뇌가 정말로 매우 작았으며, 아마도 공룡의 뇌로는 가장 작은 것 중 하나였으리라는 점을 보여주었다. 몸무게가 최대 6t 정도 되었는데, 고작 80g 정도의 뇌를 가지고 있었다는 사실은 모든 공룡은 지능이 낮았으리라는 생각을 하게 만드는 데 일조했으나 이제는 공룡이 저능하다는 생각은 거의 사라졌다. 스테고사우루스의 실제 뇌 해부구조는 잘 알려져 있지 않지만 뇌가 공룡 치고도 작아서 느린 초식성 생활 습관과 그리 복잡하지 않았던 것으로 보이는 이들의 행동과 잘 들어맞는 것으로 생각된다.
스테고사우루스에 대해 알려진 대부분의 사실은 다 자란 개체의 화석으로부터 온 것이다. 최근에 어린 스테고사우루스의 표본이 발견되었다. 하나는 성체가 되기 직전의 표본으로 1994년 와이오밍에서 발견되었으며 몸길이 4.6m에 높이 2m, 그리고 2.3t 정도의 몸무게를 가지고 있었을 것으로 추정된다. 와이오밍 대학 지질학 박물관에 전시되어 있다. 더 작은 표본으로는 2m 10 cm 몸길이에 등 부분의 높이가 80cm인 것으로 덴버 자연 및 과학 박물관에 전시되어 있다.

## 분류
스테고사우루스는 스테고사우루스과에서 처음으로 명명된 속이다. 모식속이기 때문에 과의 이름 역시 스테고사우루스의 이름을 따른다. 스테고사우루스과는 검룡류(Stegosauria)의 두 과 중 하나로 다른 한 과는 화양고사우루스과이다. 검룡류는 장순류, 즉 갑옷을 가진 공룡에 속하는데, 장순류에는 이 외에도 다양한 종류의 곡룡류를 포함한다. 검룡류는 외모, 자세 및 형태가 모두 유사하며 골침과 골판의 배열에서 주로 차이가 있는 분지군을 이룬다. 스테고사우루스와 가장 가까운 관계인 종류로는 중국에서 발견된 우에르호사우루스와 동아프리카의 켄트로사우루스가 있다.
다음 분지도는 스테고사우루스아과에서 스테고사우루스의 위치를 보여주는 것으로 2009년 마테우스의 연구안을 따른 것이다.

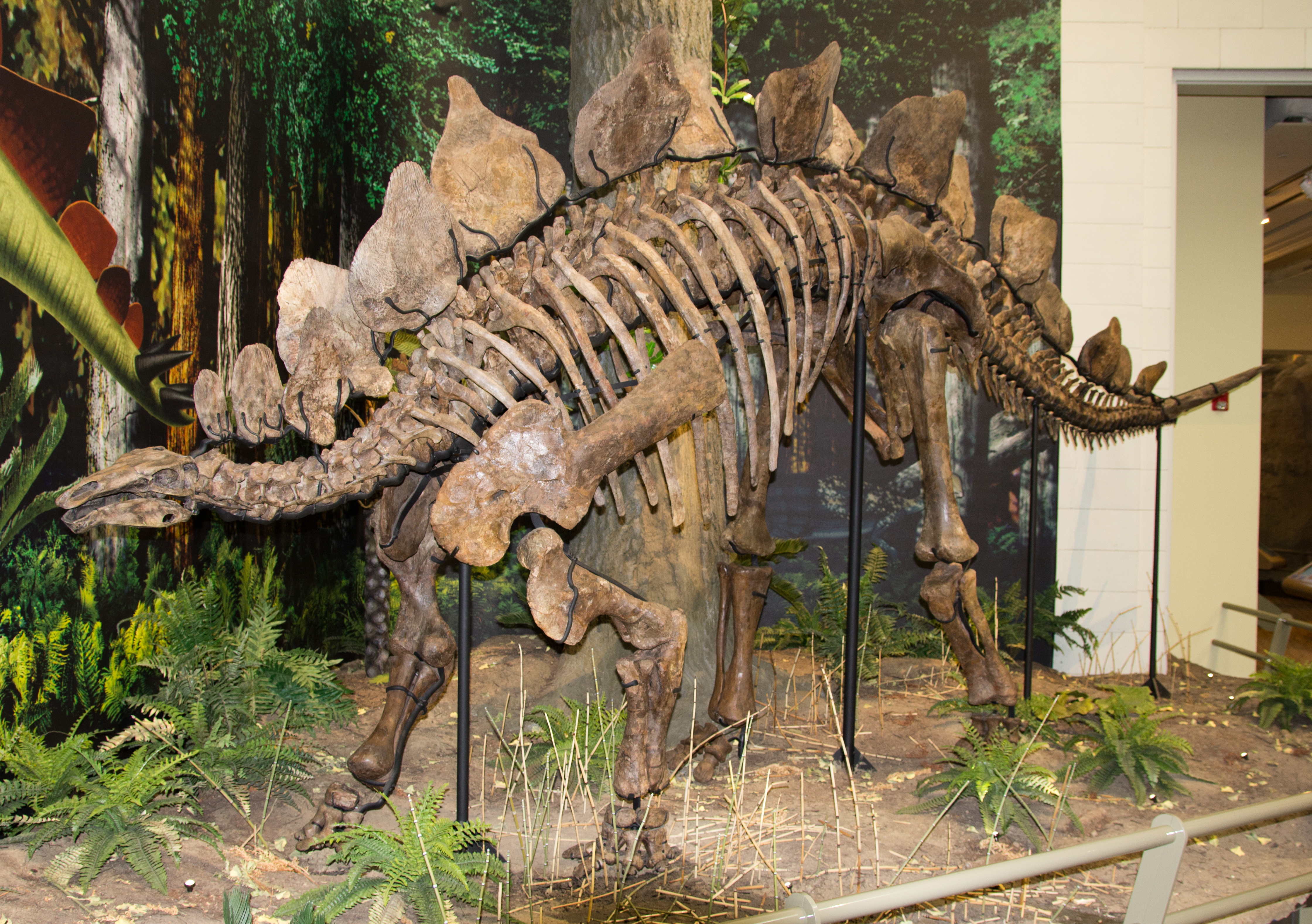
카네기 자연사 박물관에 전시된 스테고사우루스 운굴라투스(S. ungulatus).

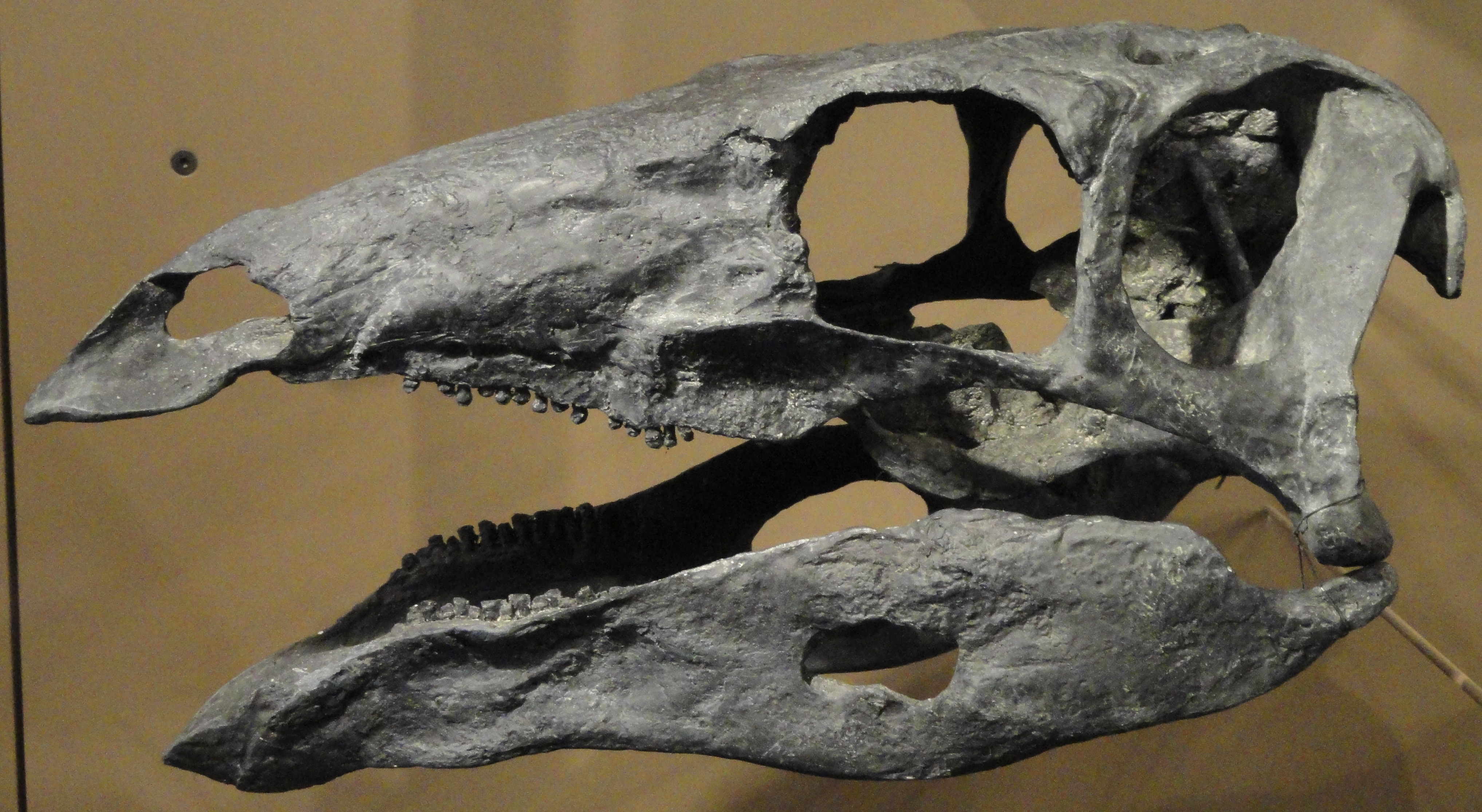
유타 자연사박물관에 전시된 스테고사우루스 스테놉스(S. stenops)의 두개골 캐스트.

|  | 다켄트루루스 (Dacentrurus) |
|  |                            |
|  | 미라가이아 (Miragaia)      |
|  |                            |

|  | 스테고사우루스(Stegosaurus)                                                                          |
|  | |
|  | \| \| 우에르호사우루스 (Wuerhosaurus) \| \| \| \| \| \| 헤스페로사우루스 (Hesperosaurus) \| \| \| \| |
|  | |
|  | 우에르호사우루스 (Wuerhosaurus)                                                                      |
|  | |
|  | 헤스페로사우루스 (Hesperosaurus)                                                                     |
|  | |

|  | 우에르호사우루스 (Wuerhosaurus)  |
|  |                                  |
|  | 헤스페로사우루스 (Hesperosaurus) |
|  |                                  |

|  | 다켄트루루스 (Dacentrurus) |
|  |                            |
|  | 미라가이아 (Miragaia)      |
|  |                            |

|  | 스테고사우루스(Stegosaurus)                                                                          |
|  | |
|  | \| \| 우에르호사우루스 (Wuerhosaurus) \| \| \| \| \| \| 헤스페로사우루스 (Hesperosaurus) \| \| \| \| |
|  | |
|  | 우에르호사우루스 (Wuerhosaurus)                                                                      |
|  | |
|  | 헤스페로사우루스 (Hesperosaurus)                                                                     |
|  | |

|  | 우에르호사우루스 (Wuerhosaurus)  |
|  |                                  |
|  | 헤스페로사우루스 (Hesperosaurus) |
|  |                                  |

|  | 다켄트루루스 (Dacentrurus) |
|  |                            |
|  | 미라가이아 (Miragaia)      |
|  |                            |

|  | 스테고사우루스(Stegosaurus)                                                                          |
|  | |
|  | \| \| 우에르호사우루스 (Wuerhosaurus) \| \| \| \| \| \| 헤스페로사우루스 (Hesperosaurus) \| \| \| \| |
|  | |
|  | 우에르호사우루스 (Wuerhosaurus)                                                                      |
|  | |
|  | 헤스페로사우루스 (Hesperosaurus)                                                                     |
|  | |

|  | 우에르호사우루스 (Wuerhosaurus)  |
|  |                                  |
|  | 헤스페로사우루스 (Hesperosaurus) |
|  |                                  |

|  | 다켄트루루스 (Dacentrurus) |
|  |                            |
|  | 미라가이아 (Miragaia)      |
|  |                            |

|  | 스테고사우루스(Stegosaurus)                                                                          |
|  | |
|  | \| \| 우에르호사우루스 (Wuerhosaurus) \| \| \| \| \| \| 헤스페로사우루스 (Hesperosaurus) \| \| \| \| |
|  | |
|  | 우에르호사우루스 (Wuerhosaurus)                                                                      |
|  | |
|  | 헤스페로사우루스 (Hesperosaurus)                                                                     |
|  | |

|  | 우에르호사우루스 (Wuerhosaurus)  |
|  |                                  |
|  | 헤스페로사우루스 (Hesperosaurus) |
|  |                                  |

|  | 다켄트루루스 (Dacentrurus) |
|  |                            |
|  | 미라가이아 (Miragaia)      |
|  |                            |

|  | 스테고사우루스(Stegosaurus)                                                                          |
|  | |
|  | \| \| 우에르호사우루스 (Wuerhosaurus) \| \| \| \| \| \| 헤스페로사우루스 (Hesperosaurus) \| \| \| \| |
|  | |
|  | 우에르호사우루스 (Wuerhosaurus)                                                                      |
|  | |
|  | 헤스페로사우루스 (Hesperosaurus)                                                                     |
|  | |

|  | 우에르호사우루스 (Wuerhosaurus)  |
|  |                                  |
|  | 헤스페로사우루스 (Hesperosaurus) |
|  |                                  |

|  | 다켄트루루스 (Dacentrurus) |
|  |                            |
|  | 미라가이아 (Miragaia)      |
|  |                            |

|  | 스테고사우루스(Stegosaurus)                                                                          |
|  | |
|  | \| \| 우에르호사우루스 (Wuerhosaurus) \| \| \| \| \| \| 헤스페로사우루스 (Hesperosaurus) \| \| \| \| |
|  | |
|  | 우에르호사우루스 (Wuerhosaurus)                                                                      |
|  | |
|  | 헤스페로사우루스 (Hesperosaurus)                                                                     |
|  | |

|  | 우에르호사우루스 (Wuerhosaurus)  |
|  |                                  |
|  | 헤스페로사우루스 (Hesperosaurus) |
|  |                                  |

|  | 다켄트루루스 (Dacentrurus) |
|  |                            |
|  | 미라가이아 (Miragaia)      |
|  |                            |

|  | 스테고사우루스(Stegosaurus)                                                                          |
|  | |
|  | \| \| 우에르호사우루스 (Wuerhosaurus) \| \| \| \| \| \| 헤스페로사우루스 (Hesperosaurus) \| \| \| \| |
|  | |
|  | 우에르호사우루스 (Wuerhosaurus)                                                                      |
|  | |
|  | 헤스페로사우루스 (Hesperosaurus)                                                                     |
|  | |

|  | 우에르호사우루스 (Wuerhosaurus)  |
|  |                                  |
|  | 헤스페로사우루스 (Hesperosaurus) |
|  |                                  |

|  | 다켄트루루스 (Dacentrurus) |
|  |                            |
|  | 미라가이아 (Miragaia)      |
|  |                            |

|  | 스테고사우루스(Stegosaurus)                                                                          |
|  | |
|  | \| \| 우에르호사우루스 (Wuerhosaurus) \| \| \| \| \| \| 헤스페로사우루스 (Hesperosaurus) \| \| \| \| |
|  | |
|  | 우에르호사우루스 (Wuerhosaurus)                                                                      |
|  | |
|  | 헤스페로사우루스 (Hesperosaurus)                                                                     |
|  | |

|  | 우에르호사우루스 (Wuerhosaurus)  |
|  |                                  |
|  | 헤스페로사우루스 (Hesperosaurus) |
|  |                                  |

|  | 다켄트루루스 (Dacentrurus) |
|  |                            |
|  | 미라가이아 (Miragaia)      |
|  |                            |

|  | 스테고사우루스(Stegosaurus)                                                                          |
|  | |
|  | \| \| 우에르호사우루스 (Wuerhosaurus) \| \| \| \| \| \| 헤스페로사우루스 (Hesperosaurus) \| \| \| \| |
|  | |
|  | 우에르호사우루스 (Wuerhosaurus)                                                                      |
|  | |
|  | 헤스페로사우루스 (Hesperosaurus)                                                                     |
|  | |

|  | 우에르호사우루스 (Wuerhosaurus)  |
|  |                                  |
|  | 헤스페로사우루스 (Hesperosaurus) |
|  |                                  |

|  | 다켄트루루스 (Dacentrurus) |
|  |                            |
|  | 미라가이아 (Miragaia)      |
|  |                            |

|  | 스테고사우루스(Stegosaurus)                                                                          |
|  | |
|  | \| \| 우에르호사우루스 (Wuerhosaurus) \| \| \| \| \| \| 헤스페로사우루스 (Hesperosaurus) \| \| \| \| |
|  | |
|  | 우에르호사우루스 (Wuerhosaurus)                                                                      |
|  | |
|  | 헤스페로사우루스 (Hesperosaurus)                                                                     |
|  | |

|  | 우에르호사우루스 (Wuerhosaurus)  |
|  |                                  |
|  | 헤스페로사우루스 (Hesperosaurus) |
|  |                                  |

|  | 다켄트루루스 (Dacentrurus) |
|  |                            |
|  | 미라가이아 (Miragaia)      |
|  |                            |

|  | 스테고사우루스(Stegosaurus)                                                                          |
|  | |
|  | \| \| 우에르호사우루스 (Wuerhosaurus) \| \| \| \| \| \| 헤스페로사우루스 (Hesperosaurus) \| \| \| \| |
|  | |
|  | 우에르호사우루스 (Wuerhosaurus)                                                                      |
|  | |
|  | 헤스페로사우루스 (Hesperosaurus)                                                                     |
|  | |

|  | 우에르호사우루스 (Wuerhosaurus)  |
|  |                                  |
|  | 헤스페로사우루스 (Hesperosaurus) |
|  |                                  |

|  | 다켄트루루스 (Dacentrurus) |
|  |                            |
|  | 미라가이아 (Miragaia)      |
|  |                            |

|  | 스테고사우루스(Stegosaurus)                                                                          |
|  | |
|  | \| \| 우에르호사우루스 (Wuerhosaurus) \| \| \| \| \| \| 헤스페로사우루스 (Hesperosaurus) \| \| \| \| |
|  | |
|  | 우에르호사우루스 (Wuerhosaurus)                                                                      |
|  | |
|  | 헤스페로사우루스 (Hesperosaurus)                                                                     |
|  | |

|  | 우에르호사우루스 (Wuerhosaurus)  |
|  |                                  |
|  | 헤스페로사우루스 (Hesperosaurus) |
|  |                                  |

|  | 다켄트루루스 (Dacentrurus) |
|  |                            |
|  | 미라가이아 (Miragaia)      |
|  |                            |

|  | 스테고사우루스(Stegosaurus)                                                                          |
|  | |
|  | \| \| 우에르호사우루스 (Wuerhosaurus) \| \| \| \| \| \| 헤스페로사우루스 (Hesperosaurus) \| \| \| \| |
|  | |
|  | 우에르호사우루스 (Wuerhosaurus)                                                                      |
|  | |
|  | 헤스페로사우루스 (Hesperosaurus)                                                                     |
|  | |

|  | 우에르호사우루스 (Wuerhosaurus)  |
|  |                                  |
|  | 헤스페로사우루스 (Hesperosaurus) |
|  |                                  |

|  | 다켄트루루스 (Dacentrurus) |
|  |                            |
|  | 미라가이아 (Miragaia)      |
|  |                            |

|  | 스테고사우루스(Stegosaurus)                                                                          |
|  | |
|  | \| \| 우에르호사우루스 (Wuerhosaurus) \| \| \| \| \| \| 헤스페로사우루스 (Hesperosaurus) \| \| \| \| |
|  | |
|  | 우에르호사우루스 (Wuerhosaurus)                                                                      |
|  | |
|  | 헤스페로사우루스 (Hesperosaurus)                                                                     |
|  | |

|  | 우에르호사우루스 (Wuerhosaurus)  |
|  |                                  |
|  | 헤스페로사우루스 (Hesperosaurus) |
|  |                                  |

|  | 다켄트루루스 (Dacentrurus) |
|  |                            |
|  | 미라가이아 (Miragaia)      |
|  |                            |

|  | 스테고사우루스(Stegosaurus)                                                                          |
|  | |
|  | \| \| 우에르호사우루스 (Wuerhosaurus) \| \| \| \| \| \| 헤스페로사우루스 (Hesperosaurus) \| \| \| \| |
|  | |
|  | 우에르호사우루스 (Wuerhosaurus)                                                                      |
|  | |
|  | 헤스페로사우루스 (Hesperosaurus)                                                                     |
|  | |

|  | 우에르호사우루스 (Wuerhosaurus)  |
|  |                                  |
|  | 헤스페로사우루스 (Hesperosaurus) |
|  |                                  |

|  | 다켄트루루스 (Dacentrurus) |
|  |                            |
|  | 미라가이아 (Miragaia)      |
|  |                            |

|  | 스테고사우루스(Stegosaurus)                                                                          |
|  | |
|  | \| \| 우에르호사우루스 (Wuerhosaurus) \| \| \| \| \| \| 헤스페로사우루스 (Hesperosaurus) \| \| \| \| |
|  | |
|  | 우에르호사우루스 (Wuerhosaurus)                                                                      |
|  | |
|  | 헤스페로사우루스 (Hesperosaurus)                                                                     |
|  | |

|  | 우에르호사우루스 (Wuerhosaurus)  |
|  |                                  |
|  | 헤스페로사우루스 (Hesperosaurus) |
|  |                                  |

### 기원
스테고사우루스의 기반군 및 그 조상들의 화석은 거의 알려져있지 않기 때문에 기원은 불분명하다. 최근에 키메리지절 초기의 헤스페로사우루스(Hesperosaurus)가 발견되면서 스테고사우루스과의 공룡들이 모리슨층 하부 즉, 스테고사우루스가 나타나기 수 백만 년 전부터 이미 존재했다는 것이 밝혀졌다. 가장 먼저 나타난 스테고사우루스과의 공룡은 렉소비사우루스(Lexovisaurus) 속으로 잉글랜드의 옥스퍼드 클레이 층에서 발견되었으며 칼로비아절 초기에서 중기의 연대를 보여준다.

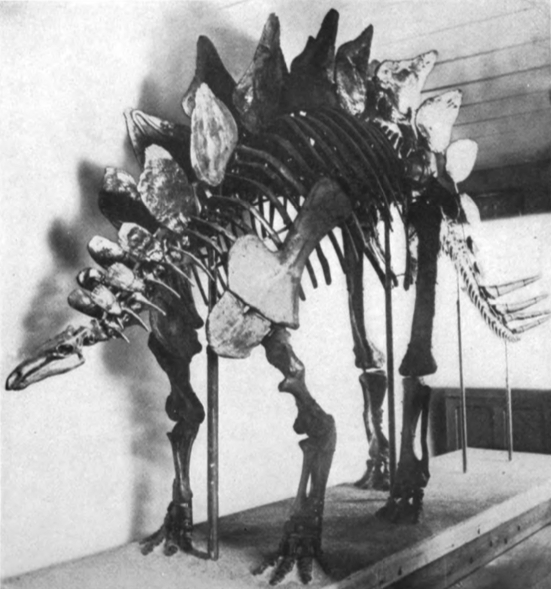
피바디 자연사 박물관에 세계 최초로 전시된 스테고사우루스 운굴라투스(S. ungulatus)의 뼈대

이보다 이전의 기반군인 후양고사우루스 속은 쥐라기 중기 (1억 6500만 년 전)의 중국에서 발견되어 스테고사우루스보다 2000만 년 앞서 살았으며 화양고사우루스과의 유일한 속이다. 그보다 더 앞선 종류로는 스켈리도사우루스가 있는데, 이 종은 쥐라기 초기 약 1억 9000만 년 전의 잉글랜드에서 살았다. 재미있게도 스켈리도사우루스는 스테고사우루스과와 안킬로사우루스과의 특징을 모두 가지고 있었다. 에마우사우루스는 독일에서 발견된 작은 사족보행 공룡이며, 미국의 애리조나에서 발견된 스쿠텔로사우루스가 더 오래된 속으로 필요에 따라 이족보행을 했던 것으로 보인다. 상대적으로 가벼운 갑옷을 갖춘 이 작은 공룡들은 스테고사우루스과 및 안킬로사우루스과 양쪽의 공통조상과 가까운 관계였을 것이다. 초기 장순류 공룡의 보행렬이 프랑스의 1억 9500만 년 전 지층에서 발견되었다.

## 발견 및 종
스테고사우루스는 공룡 화석 전쟁에서 최초로 수집 및 기재가 이루어진 수 많은 공룡 중 하나로 콜로라도주 모리슨의 북쪽에서 발견된 표본을 통해 1877년 오스니얼 찰스 마시에 의해 최초로 명명되었다. 이 최초의 뼈들이 스테고사우루스 아르마투스(Stegosaurus armatus)의 완모식표본이 되었다. 마시는 처음에 이 화석이 수중생활을 하던 거북 비슷한 동물의 것이라고 생각했으며 골판이 마치 지붕의 기와처럼 겹쳐진 상태로 등을 덮고 있는 것으로 생각했기 때문에 학명을 '지붕 도마뱀'이라고 붙였다. 그 후 수 년에 걸쳐 스테고사우루스의 화석들이 많이 발견되어 마시는 스테고사우루스속에 대한 여러 편의 논문을 발표했다. 처음에는 여러 종이 기재되었다. 하지만 이 종들 중 많은 수가 부정확하거나 다른 종의 동물이명인 것으로 간주되고 있어서, 이제는 잘 알려진 종 두 개와 덜 알려진 종 하나만이 남아있다. 스테고사우루스의 화석으로 확인된 것은 모리슨층의 층서존 2-6 사이에서 발견되었으며, 스테고사우루스라고 볼 수도 있을 것 같은 화석이 추가로 층서존 1에서 발견되었다.

### 유효한 종들

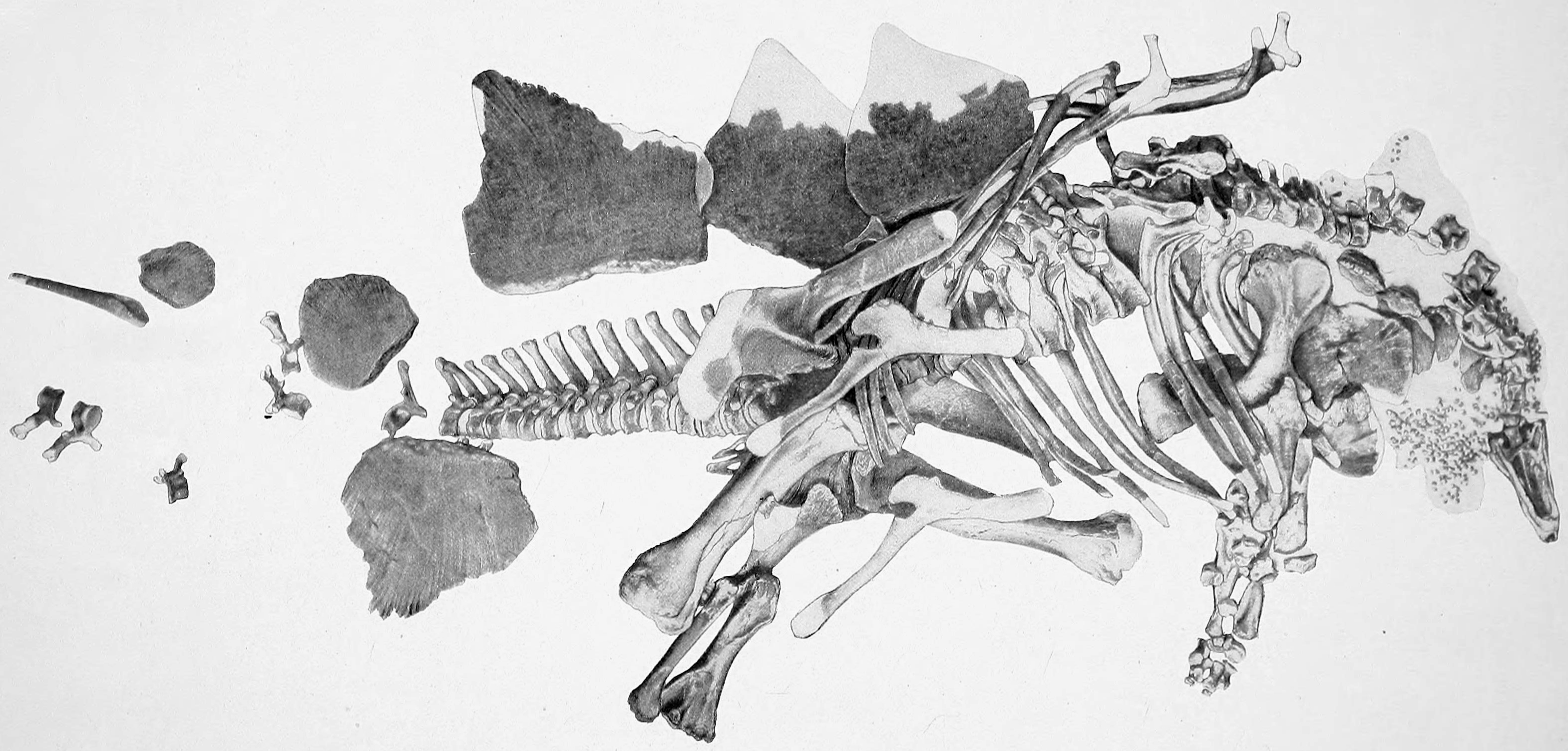
"로드 킬" 표본으로 불리는 스테고사우루스 스테놉스(S. stenops)의 완전한 완모식표본 (USNM 4934).

- 스테고사우루스 스테놉스(Stegosaurus stenops)는 "좁은 얼굴의 지붕 도마뱀"이라는 의미로 1886년에 콜로라도주 캐니언시티 북쪽 가든 파크에서 마샬 펠치가 수집한 완모식표본을 1887년에 오스니얼 찰스 마시가 명명했다.[18] 스테고사우루스의 종들 중 가장 잘 알려진 종인데, 완전한 골격이 최소한 하나 이상 발견되었기 때문이다. 크고 넓은 골판과 네 개의 꼬리 가시를 가지고 있다. 스테고사우루스 스테놉스는 최소 5개의 부분적인 성체 및 청소년기 개체의 골격과 완전한 두개골 하나, 부분적인 두개골 네 개가 발견되었다. 몸길이는 약 7 미터 정도이다. 미국의 콜로라도, 와이오밍, 그리고 유타 주의 모리슨층에서 발견된다.[19] 원래 모식종이었던 스테고사우루스 아르마투스가 의문명으로 처리되면서 2013년에 모식종으로 재분류되었다.
- 스테고사우루스 술카투스(Stegosaurus sulcatus)는 "고랑이 있는 지붕 도마뱀"이라는 의미로 1887년에 마시가 부분적인 골격을 가지고 기재하였다.[18] 전통적으로 이 종은 스테고사우루스 아르마투스와 동물이명인 것으로 간주되었으나,[20] 최근의 연구에서는 별도의 종으로 보기도 한다. 모식표본과 연관된 골침은 원래 꼬리 가시로 생각되었으나 실제로는 어깨에서 떨어져 나온 것일 수 있다.[21]
- 스테고사우루스 웅굴라투스(Stegosaurus ungulatus)는 "발굽이 있는 지붕 도마뱀"이라는 의미로 마시가 1879년에 와이오밍의 코모 블러프에서 발견된 화석으로부터 명명했다.[22] 척추뼈와 골판 몇 개가 알려져 있다. 아마도 S. 아르마투스와 같은 종일 것으로 보이는데,[20] 긴 뒷다리와 비례적으로 작고 끝이 좁고 기부가 넓은 뾰족한 골판, 꼬리의 골침 바로 앞에 있는 여러 개의 작고 넓적하고 가시같이 생긴 골판이 있다는 점에서 S. 스테놉스와 구별된다.

수재나 메이드먼트와 동료들이 2008년에 스테고사우루스의 분류를 대대적으로 개편하는 안을 제시했다. 이들은 S. 스테놉스와 S. 웅굴라투스 (이 종은 종종 유효한 이름으로 간주되었다. 아래를 볼 것)를 S. 아르마투스의 동물이명으로 보았고, 헤스페로사우루스와 우에르호사우루스를 스테고사우루스에 편입시켜 각 속의 모식종은 스테고사우루스 므조시(Stegosaurus mjosi)와 스테고사우르스 홈헨아이(Stegosaurus homheni)가 되었다. 이들은 S. 롱기스피누스를 의문명으로 보았다. 따라서 이들의 스테고사우루스 개념은 세 개의 유효한 종 (S. 아르마투스, S. 홈헨아이, 그리고 S. 므조시) 들을 포함하며 북아메리카와 유럽의 쥐라기 후기에서부터 아시아의 백악기 전기까지 분포하는 것이 되었다. 하지만 이러한 분류를 다른 연구자들이 대체로 잘 따르는 것은 아니다. 예를 들면, 피터 골턴은 우에르호사우루스가 스테고사우루스와는 충분히 다르기 때문에 독립된 속으로 유지되어야 한다고 주장했다.

### "의문명"

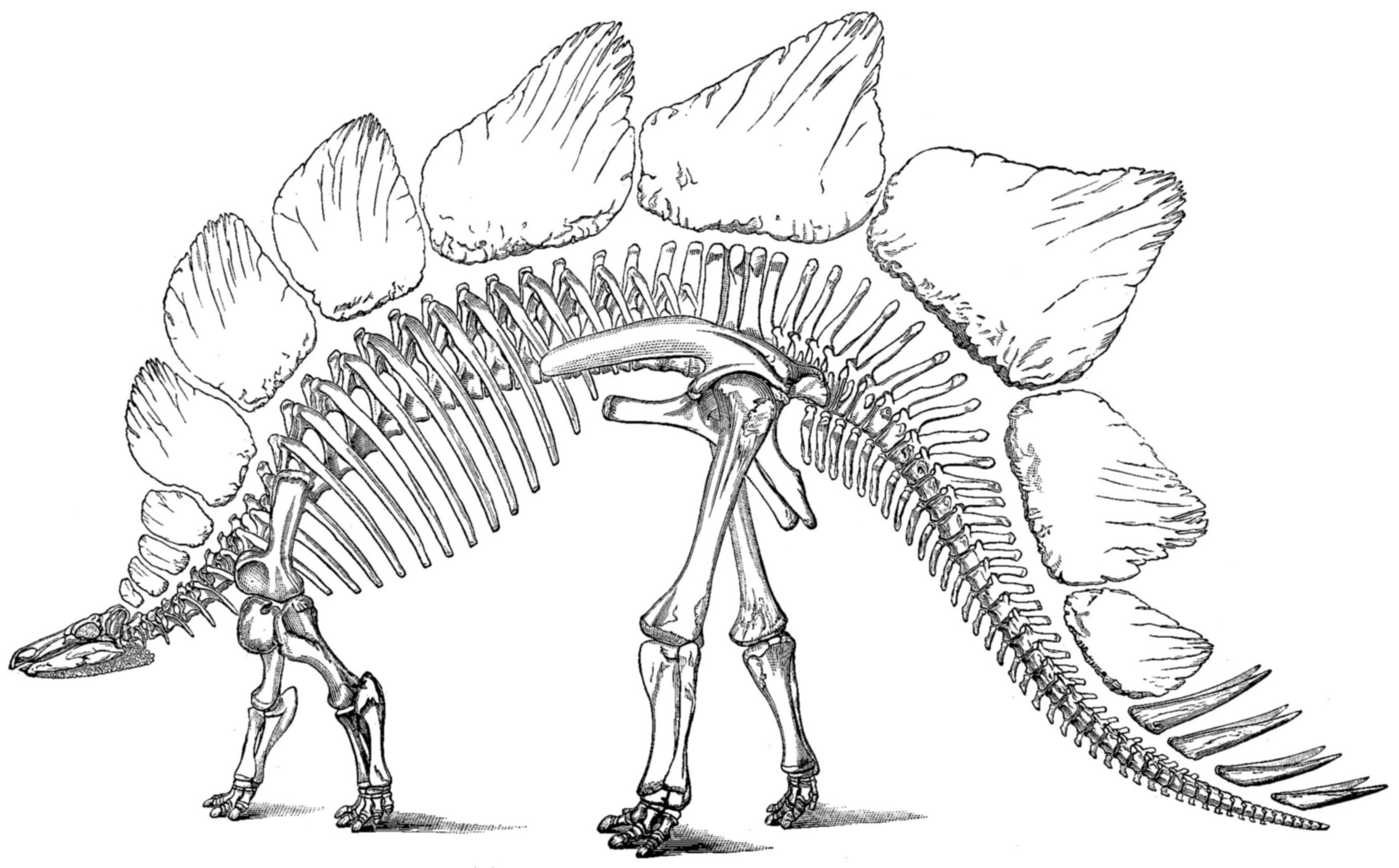
마시가 1896년에 그린 S. 웅굴라투스. 한 줄로 늘어선 열두 개의 골판과 여덟 개의 골침을 볼 것

- 스테고사우루스 아르마투스(Stegosaurus armatus)는 "갑옷을 지닌 지붕 도마뱀"이라는 의미로 가장 먼저 발견된 종이며 두 개의 부분적인 골격, 부분적인 두개골, 그리고 최소 30개의 파편적인 개체들로부터 알려져 있다.[15] 이 종은 네 개의 수평으로 놓인 꼬리 가시와 상대적으로 작은 골판을 가지고 있다. 약 9 미터의 몸길이로 스테고사우루스속에서는 가장 긴 몸길이를 가진 종이다. 미국 콜로라도, 와이오밍, 유타 주의 모리슨층에서 발견된다.[19] 그러나 모식표본이 매우 불완전해서 다른 종들과 구별하기가 매우 어려워 현재 의문명 처리가 되었다. 2013년에 스테고사우루스 스테놉스가 모식종이 되었다.[24]
- 스테고사우루스 아피니스(Stegosaurus affinis)는 1881년에 마시가 기재한 종으로 치골 하나만이 알려져 있으며 의문명(nomen dubium)으로 간주된다.[20] S. 아르마투스와 동물이명일 가능성이 있다.[25]
- 스테고사우루스 셀레야누스(Stegosaurus seeleyanus)는 원래 힙시로푸스(Hypsirophus)라는 이름이 붙여졌으나 아마도 S. 아르마투스와 같은 동물일 것이다. 1881년에 마시가 턱뼈 일부를 가지고 스테고사우루스 (디라코돈) 라티켑스(Stegosaurus (Diracodon) laticeps)를 기재했다.[26] 어떤 학자들은 S. 스테놉스를 디라코돈의 한 종으로 보고 다른 학자들은 디라코돈을 스테고사우루스의 한 종으로 보기도 한다. 로버트 T. 바커가 디라코돈 라티켑스(Diracodon laticeps)를 1986년에 되살렸으나[27] 다른 학자들은 해당 표본이 종을 감정할 정도로 충분히 좋은 것이 아니라고 생각하여 스테고사우루스 sp. 로만 지칭하곤 한다.[16]
- 스테고사우루스 두플렉스(Stegosaurus duplex)는 "두 개의 신경총(plexus)를 가진 지붕 도마뱀"이란 의미로 (마시가 "뒤쪽의 뇌"라고 했던 커다랗게 확대된 신경관이 천골에 위치하고 있는 것을 가리키는 이름) 아마 S. 아르마투스와 같은 종일 것이다.[20] 1887년에 마시가 명명했으나 (완모식표본을 포함하여) 뼈들은 실제로 1879년에 에드워드 애슐리가 와이오밍의 코모 블러프에서 채집한 것이다.

### 재분류된 종들
- 스테고사우루스 마다가스카리엔시스(Stegosaurus madagascariensis)는 마다가스카르에서 발견된 종으로 이빨만이 알려져 있으며 1926년에 피베토에 의해 기재되었다. 이빨은 검룡류, 수각류인 마준가사우루스[28], 하드로사우루스류, 심지어 악어류의 것으로 보기도 한다.
- 스테고사우루스 롱기스피누스(Stegosaurus longispinus)는 "긴 가시를 가진 지붕 도마뱀"이란 의미로 찰스 휘트니 길모어에 의해 명명되었으며[25] 와이오밍의 모리슨층에서 발견된 한 개체의 부분적인 골격이 알려져 있다. 스테고사우루스 롱기스피누스는 네 개의 유별나게 긴 꼬리 가시때문에 눈에 띈다. 어떤 사람은 이것을 켄트로사우루스의 한 종으로 간주하기도 한다.[19] 현재 '알코바사우루스(Alcovasaurus)'라는 속의 모식종으로 재명명되었다.

원래 스테고사우루스의 것으로 생각되었던 기타 표본들은 이제 다른 속에 속하게 되었다. 스테고사우루스 마시아이(Stegosaurus marshi)가 이런 경우인데, 1901년에 루카스가 기재한 것이다. 1902년에 호플리토사우루스라고 재명명되었다. 스테고사우루스 프리스쿠스(Stegosaurus priscus)는 1911년 노프사가 기재했고, 렉소비사우루스로 재분류되었다가, 지금은 로리카토사우루스의 모식종으로 간주된다.

## 고생물학

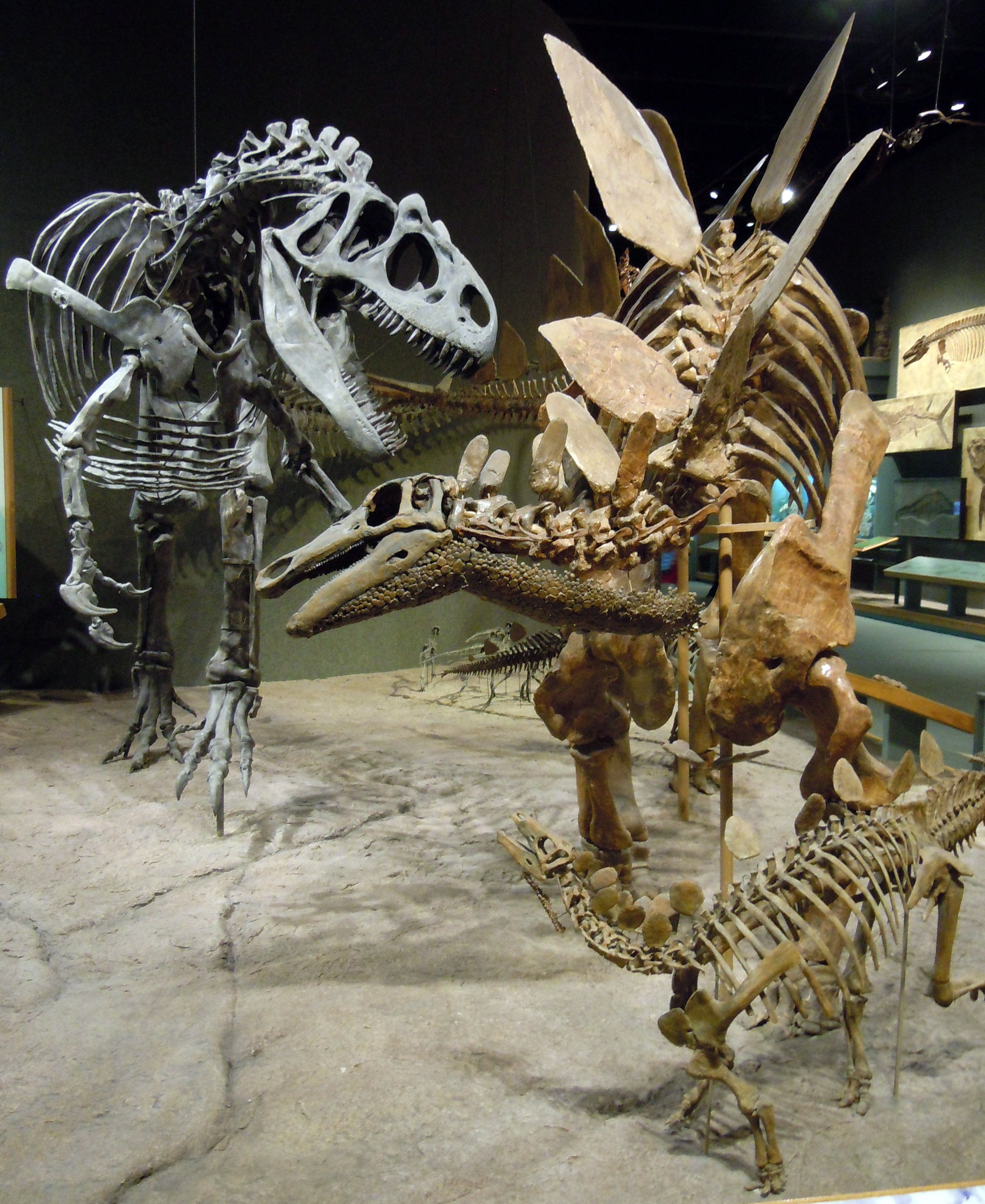
덴버 자연 및 과학 박물관에 마치 알로사우루스로부터 공격을 받고 있는 것같은 형태로 전시된 성체 및 어린 S. 스테놉스

스테고사우루스는 검룡류 중에서 가장 큰 공룡으로 몸무게는 아마 5000 킬로그램 정도 나갔을 것이다. 발견되고 나서 얼마 되지 않아 마시는 짧은 앞다리 때문에 스테고사우루스가 이족보행을 했을 것이라고 생각했다. 하지만 1891년 육중한 몸을 보고 생각을 바꿨다. 지금은 의심할 여지 없이 사족보행을 했을 것이라고 생각하지만, 스테고사우루스가 뒷다리와 꼬리를 삼각대처럼 이용하여 높은 곳에 있는 잎을 먹기 위해 몸을 일으킬 수 있었는지에 대해서는 여러 의견이 있었다. 로버트 T. 바커가 이 이론을 제안했고 케네스 카펜터는 반대의견을 제시했다.
스테고사우루스의 앞다리는 뒷다리에 비해 매우 짧았다. 게다가 뒷다리의 정강이 부분이 넙다리 부분에 비해 짧은 것으로 보아 걷는 속도도 그리 빠르지 않았을 것으로 보인다. 속도를 내려고 뒷다리가 빨리 움직이면 앞다리가 걸리적거렸을 것이므로 최대 속도는 시간당 6-7 킬로미터 정도였을 것이다.
콜로라도 모리슨 자연사박물관 매슈 모스브루커가 발견한 보행렬에 의하면 스테고사우루스는 여러 나이대로 구성된 무리를 이루고 살았던 것으로 보인다. 같이 발견된 여러 보행렬에는 너댓 마리의 새끼 스테고사우루스가 같은 방향으로 움직였으며, 청소년기의 스테고사우루스 한 마리가 지나간 보행렬 위로 성체가 지나간 보행렬이 보인다. 스테고사우루스는 모리슨층에서 흔히 발견되는 다른 공룡들, 즉 알로사우루스, 아파토사우루스, 카마라사우루스, 그리고 디플로도쿠스 등에 비하면 건조한 환경을 더 선호했던 것으로 보인다.

### 어린 개체
스테고사우루스는 어린 개체들이 보존되어 있어 어떻게 성장했는지를 보여준다. 켄트로사우루스 역시 어린 개체들의 화석이 남아 있으며, 성별까지 구분이 가능하다. 두 어린 개체들은 모두 상대적으로 작은 크기이며 더 작은 개체는 1.5 미터 정도 몸 길이, 큰 개체는 2.6 미터 정도 몸길이를 가진다. 이 표본들은 어깨뼈와 부리뼈 사이, 그리고 뒷다리의 정강이뼈가 완전히 봉합되지 않았기 때문에 성숙하지 않은 개체로 본다. 또 골반 부분은 켄트로사우루스의 어린 개체와 유사한 모양이다.

### 골판
스테고사우루스에서 가장 눈에 띄는 특징은 피부의 골판으로 17개의 납작한 판으로 구성되어 있다. 이 골판들은 고도로 변형된 골편(osteoderm, 뼈로 구성된 비늘 같은 구조물)으로 오늘날의 악어나 많은 도마뱀에서 볼 수 있는 것과 유사하다. 이 골판은 골격과 직접 연결되어 있지 않고 피부에서 위로 솟아 있다. 가장 큰 골판은 엉덩이 위쪽에서 찾아볼 수 있으며 약 60 센티미터 너비에 60 센티미터 높이를 가진다.
스테고사우루스에 대한 책이나 기사에서 주로 다루는 항목 중 하나가 골판의 배열에 대한 것이다. 골판 배열에 대해 그동안 네 가지의 가능한 이론들이 제시되어 왔다.
- 골판이 지붕의 기와처럼 등에 납작하게 놓여있는 갑옷 역할을 했다. 마시의 첫 해석이었으며 '지붕 도마뱀'이라는 이름이 여기에서 왔다. 후에 완전한 골판들이 발견되면서 형태적으로 납작하게 등 위에 놓여 있었던 것이 아니라 모서리 하나를 아래쪽으로 해서 곧게 서있었다는 것이 밝혀졌다.
- 1891년에 마시는 스테고사우루스에 대해 지금은 익숙해진, 골판이 한 줄로 늘어서 있었다는 이론을 발표했다.[30] 이 이론은 곧 폐기되었다. 골판이 피부 속에 어떤 식으로 위치했는지 사람들이 잘 이해하지 못하고 있었고, 한 줄로 늘어설 경우 골판이 서로 겹칠 것으로 생각되었기 때문이다. 이 이론은 1980년대에 이구아나의 등쪽 가시의 형태에 아이디어를 얻어 조금 변형된 형태로 아티스트인 스티븐 체르카스에 의해 되살아났다.[36]

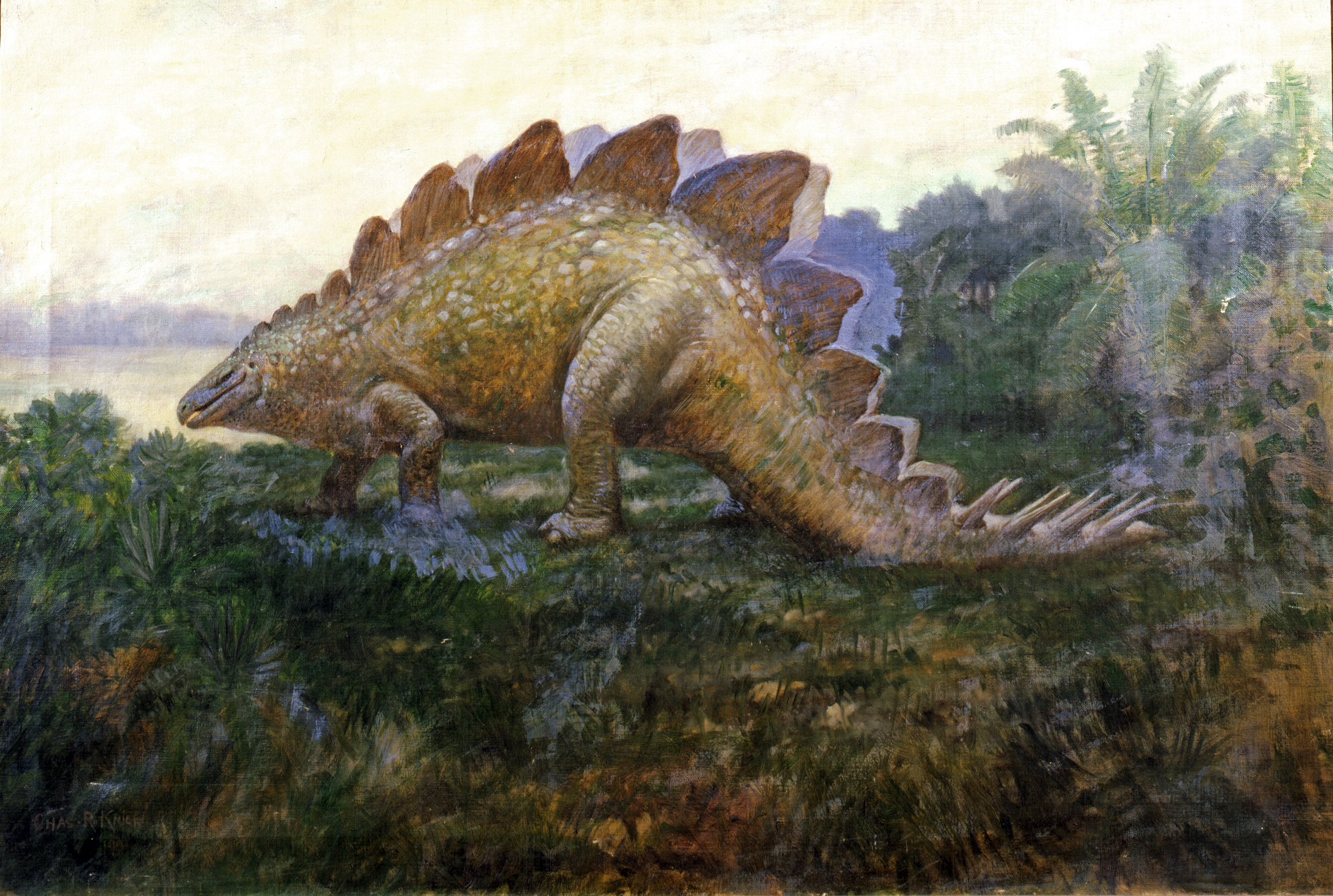
쌍을 이룬 등쪽의 골판과 여덟 개의 꼬리 가시를 가진 것으로 그려진 1912년 찰스 나이트의 복원도.

- 골판이 등을 따라 쌍을 이루어 두 줄로 나 있었다. 이것이 아마도 특히 70년대의 공룡 르네상스가 일어나기 이전의 그림에 가장 흔하게 묘사된 배열방법일 것이다. 1933년 영화 킹콩에 등장한 스테고사우루스의 골판이 이렇게 배열되어 있었다. 하지만 한 개체의 스테고사우루스에서 동일한 크기와 모양을 가진 두 개의 골판이 같이 발견된 경우가 한 번도 없었다.
- 두 줄의 골판이 서로 엇갈리게 배열되어 있다. 1960년대 초에 이 이론이 널리 받아들여져 지금까지 이어지고 있다. 스테고사우루스 스테놉의의 완전한 골격화석에 있는 골판이 이런 식으로 배열되어 있었기 때문이다. 이 이론에 대한 반대 의견으로는 이 형태가 다른 파충류에서 발견된 적이 없고, 어떻게 해서 알려진 구조들과 동떨어진 이런 형태가 진화할 수 있었는지 이해하기 힘들다는 것이 있다.

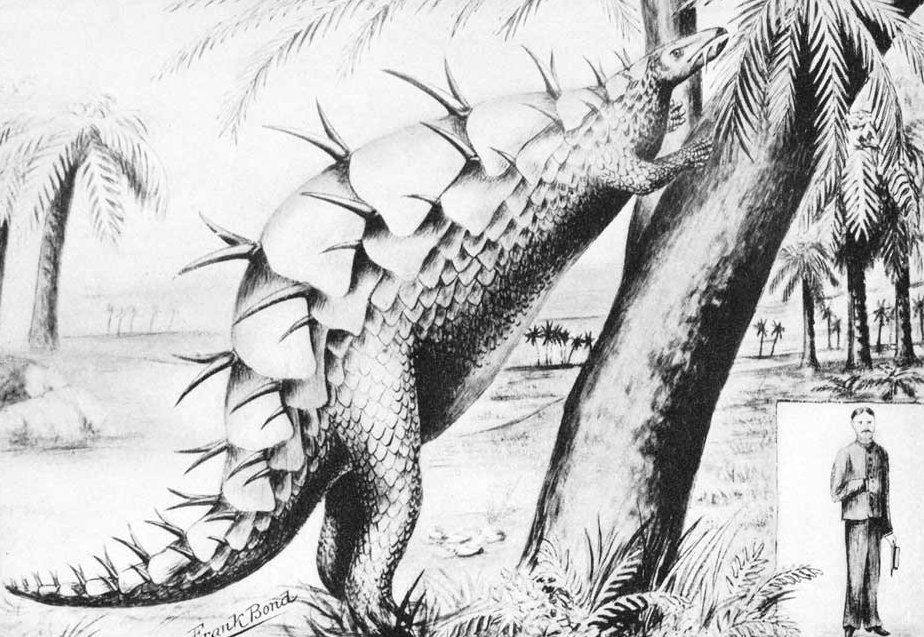
1914년의 복원도에서는 골판이 등에 납작하게 누워있고, 꼬리 부분에 있어야 할 가시가 온 몸에 고루 분포되어 있는 모습을 볼 수 있다.

예전에 일부 고생물학자들, 특히 로버트 T. 바커는 이 골판들이 어느 정도 움직일 수 있었을 것이라고 생각했으나 다른 학자들은 그 생각에 동의하지 않았다. 바커는 골판들이 각질로 덮인 더 커다란 판의 골질 중심부로 스테고사우루스가 이것을 한쪽 측면에서 다른 쪽으로 옮겨 가시와 칼날 같은 판들이 늘어서 있는 것을 포식자들에게 보여줌으로서 가까이 오는 것을 막았을 것이라고 제안했다. 골판들은 자연스럽게 스테고사우루스의 양쪽 측면으로 처졌을 것이며 골판의 끝부분은 그 위치에서 스테고사우루스 몸 양쪽의 경계와 일치할 정도의 길이였을 것이다. 바커가 골판이 각질로 덮여있을 것이라고 생각한 이유는 골판의 표면이 다른 뿔을 가진 동물들의 골질 중심부의 표면과 유사했기 때문이며, 골판이 방어에 이용되었다고 생각한 이유는 골판의 너비가 좁아서 똑바로 세우려면 근육에 계속 힘을 주어야 해서 과시용으로는 적합하지 않다고 보았기 때문이다.
골판의 기능에 대해서는 계속 논쟁이 있어 왔다. 처음에는 일종의 갑옷이라고 생각했으나, 그러기에는 너무 약하고 방어용이라고 보기에는 몸의 아래쪽을 전혀 보호하지 못해 위치가 그리 적합하지 않은 것으로 보였다. 골판의 크기를 보면 몸이 더 크게 보이게 해서 적에게 겁을 주기 위한 용도로 쓰였을 것 같기도 했고 아니면 수컷과 암컷 모두가 같은 골판을 가지고 있긴 하지만, 같은 종의 구성원들에게 성적인 과시를 하기 위한 용도였을 수도 있다. 최근에는 반룡류인 디메트로돈과 에다포사우루스의 등에 있는 돛과 비슷한 방식으로 (그리고 현생 코끼리 및 토끼의 귀처럼) 골판이 체온을 조절하는 데 도움이 되었을 수도 있다는 제안이 나왔다. 골판에는 홈이 파져 있어 혈관이 지나갈 자리가 있었으며 골판 주위로 공기가 흐르면 피가 냉각되었을 것이다. 2010년에 스테고사우루스의 골판과 악어 골편의 구조를 비교한 것을 보면 스테고사우루스의 골판이 체온조절에 사용되었을 가능성이 분명히 있었다고 생각된다. 이 이론은 심한 공격을 받았는데, 그 이유는 스테고사우루스와 가장 가까운 종들, 예를 들면 켄트로사우루스의 경우 골판이라기에는 표면적이 작은, 골침에 가까운 것을 가지고 있는데 이를 보면 골판과 같이 특화된 구조를 꼭 가지고 있을 만큼 냉각이 중요한 기능이었던 것은 아님을 알 수 있다.
골판의 기능으로 또 하나 가능한 것은 태양으로부터 오는 열을 더 잘 흡수하는 데 도움이 되었을 수 있다는 점이다. 쥐라기 말로 가면서 기후가 점차 서늘해 졌기 때문에 외온성인 거대 파충류인 스테고사우루스는 넓은 표면적을 가진 골판을 통해 더 많은 햇빛을 흡수할 수 있었을 것이다.

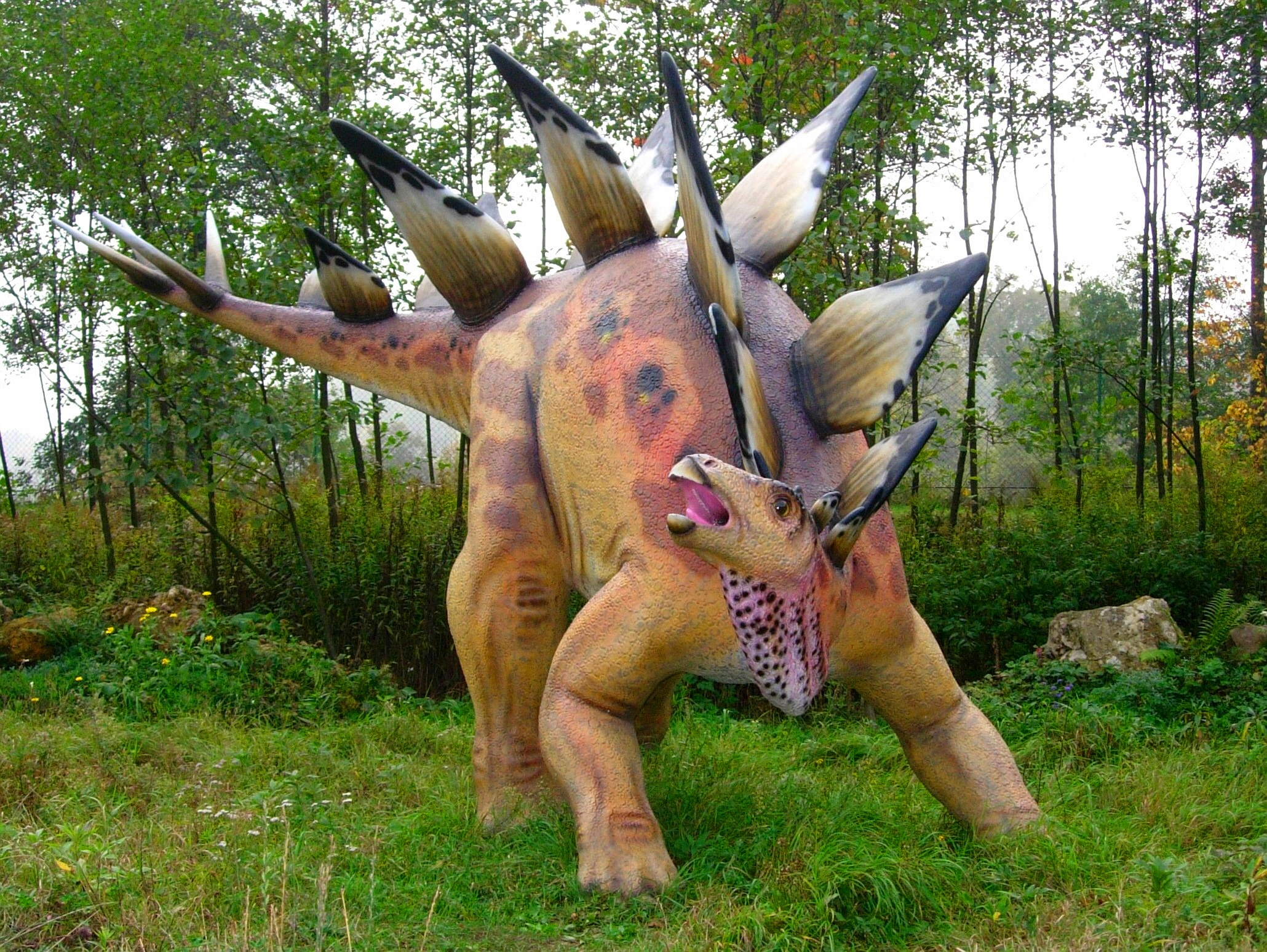
폴란드 발토우 쥐라기 공원에 전시된 현대적인 골침 배열을 가진 스테고사우루스 모형

1986년에 부프레닐과 동료들이 출판한 "스테고사우루스 골판의 성장과 기능"은 다수의 스테고사우루스의 골판 표본을 현미경으로 분석하여 논쟁의 여지 없이 "뼈의 표면에 많은 수의 혈관이 있었다"는 것을 증명하면서 스테고사우루스 골판에 대한 논쟁을 추측에서 영역에서 과학의 영역으로 옮겨놓았다. 부프레닐과 동료들은 골판의 표면에 다수의 혈관이 있었다는 사실을 골판에 체온조절 기능이 있었다는 강력한 증거로 보았다. 후에 골판의 미세구조에 대해 더 정밀한 조직학적 조사가 이루어졌고, 골판에 혈관이 많았던 이유는 골판의 빠른 성장을 위해 영양소를 전달해야 했기 때문이라는 견해가 제기되었다. 이 견해가 옳다면 골판의 생리학적 기능, 즉 체온조절 기능이 존재했고 그것이 스테고사우루스에게 유용한 것이었다 하더라도 그것은 아마 종내 인식이나 과시라는 주된 목적에 딸려온 부수적인 효과였을 것이라고 해석할 수 있다.
스테고사우루스의 골판에 혈관이 많았던 것에 대해 가장 최근에 제시된 설명은 위협을 받았을 때 골판에 재빨리 피를 보내 붉게 만들어 화려한 색깔로 상대방에게 경고를 보내는, 과시를 통한 위협의 용도였으리라는 것이다. 골판을 "붉히는 능력"이 체온조절 기능 대신 골판의 주 기능이었을 수 있긴 하지만 이 두 가지 기능이 공존했을 가능성도 분명히 있다. 스테고사우루스가 골판을 "붉힐" 수 있다는 것이 20 세기 후반부터 골판의 기능에 대한 주된 해석이 되어 왔으며 BBC의 유명한 다큐멘터리 공룡 대탐험에서도 골판을 급격하게 붉히는 동시에 골침이 있는 꼬리를 휘둘러 자신을 공격하는 알로사우루스에게 위협을 가하는 장면이 묘사되기도 했다. 또 골판을 붉히는 것이 짝짓기를 할 때 상대방에게 매력적인 것으로 보였을 수도 있다. 2005년에 발표된 연구에서는 종간 인식에 이용되었을 수 있다는 아이디어를 지지하고 있다. 해당 연구자들은 여러 공룡 종들에서 발견되는 해부학적으로 독특한 특징들 역시 이런 기능을 가지고 있었을 수 있다고 생각한다.

### 골침 (꼬리 가시)

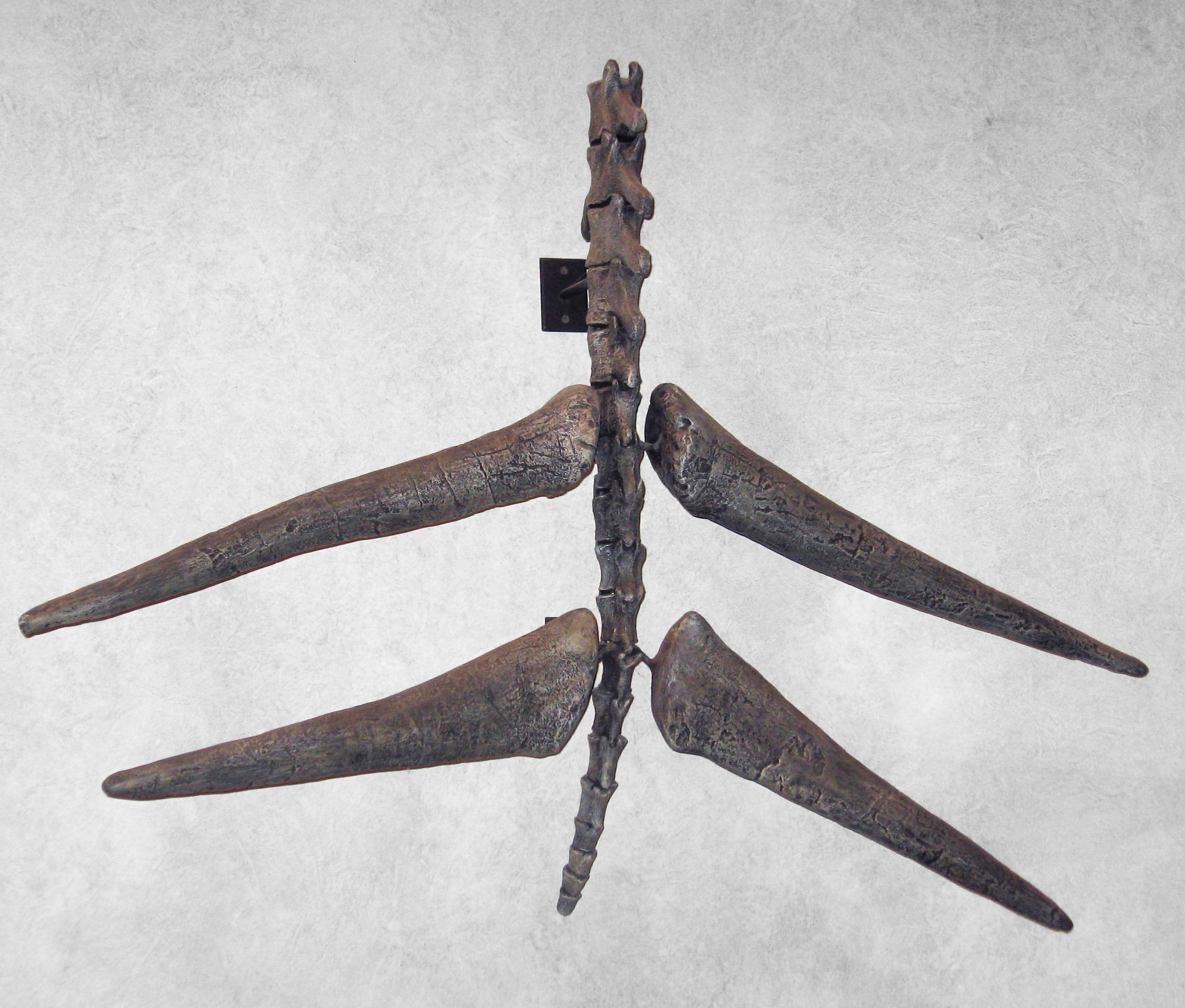
전시된 스테고사우루스 꼬리의 골침.

스테고사우루스의 꼬리에 있는 가시가 1914년에 길모어가 주장했던 것처럼 과시만을 위한 것이었는지, 아니면 무기로도 사용되었는지에 대해서는 논쟁이 있어 왔다. 로버트 바커는 스테고사우루스의 꼬리의 힘줄이 골화되지 않아 다른 공룡들의 꼬리에 비해 훨씬 유연했을 것이라고 보고 꼬리가 무기로 사용되었을 가능성이 높다고 생각했다. 하지만 카펜터가 지적한 것처럼 골판들이 꼬리 부위의 척추뼈와 많이 겹치기 때문에 움직임은 제한적이었을 것이다. 바커는 또 스테고사우루스가 커다란 뒷다리를 움직이지 않게 두고, 짧지만 매우 강력한 근육을 가진 앞다리로 몸을 밀어내 엉덩이 뒤쪽을 쉽게 움직일 수 있어서 포식자의 공격에 민첩하게 대응할 수 있을 것이라고 보았다. 더 최근에 맥휘니와 동료들의 꼬리 가시에 대한 연구에서는 외상에 관련된 상처가 있는 경우가 많은 것으로 보아 꼬리 가시가 실제로 싸움에 사용되었을 가능성이 높은 것으로 나타났다. 이 연구에서 조사된 스테고사우루스의 표본들 중 9.8% 가 꼬리 가시 부분에 부상을 입은 상태였다. 이 생각에 대해 신빙성을 더해준 것은 한 알로사우루스의 꼬리뼈에 스테고사우루스의 꼬리 가시와 완벽하게 맞아 떨어지는 구멍이 나있다는 점이었다.
스테고사우루스 스테놉스(Stegosaurus stenops)는 네 개의 가시를 가지고 있었으며 각각은 60-90 센티미터 정도 길이였다. 완전한 상태로 발견된 스테고사우루스류의 갑옷을 보면 최소한 어떤 종들에서는 이 가시들이 종종 묘사되듯이 수직으로 나있는 것이 아니라 수평으로 튀어나와 있다는 것을 알 수 있다. 마시는 처음에 S. 아르마투스의 꼬리에 S. 스테놉스와 달리 여덟 개의 가시가 있다고 기재했다. 하지만 최근의 연구에 의하면 S. 아르마투스의 꼬리에도 네 개의 가시가 있는 것으로 밝혀졌다.

### "두번째 뇌"

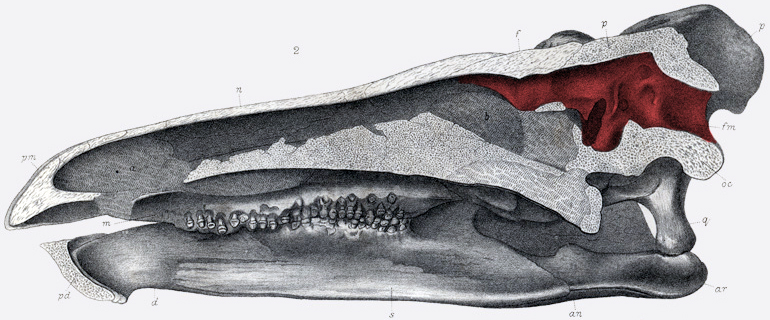
S. 스테놉스의 뇌가 있던 공간이 붉은 색으로 표시되어 있다.

스테고사우루스가 기재되고 얼마 되지 않아 마시는 척추의 엉덩이 부분에 빈 공간이 크게 있는 것을 발견했다. 이 공간은 작기로 유명한 스테고사우루스의 뇌보다 20 배나 컸다. 이 발견으로 인해 스테고사우루스와 같은 공룡은 꼬리 쪽에 "두번째 뇌"를 가지고 있어 몸 뒤쪽의 반응을 조절하는 역할을 했을 수도 있다는 아이디어가 생겨났다. 또 이런 "뇌"가 스테고사우루스가 포식자로부터 공격받았을 때 순간적으로 빠른 반응을 하는 데 도움을 주었을 수도 있다는 주장도 있었다. 더 최근에는 이 공간이 (용각류에서도 발견된다) 글리코겐체였을 수 있다는 주장이 제기되었다. 글리코겐체는 현생 조류에 존재하는 구조인데, 기능이 정확히 알려져 있지는 않지만 신경계에 글리코겐 공급을 도와주는 역할일 것이라고 추측하고 있다.

### 섭식

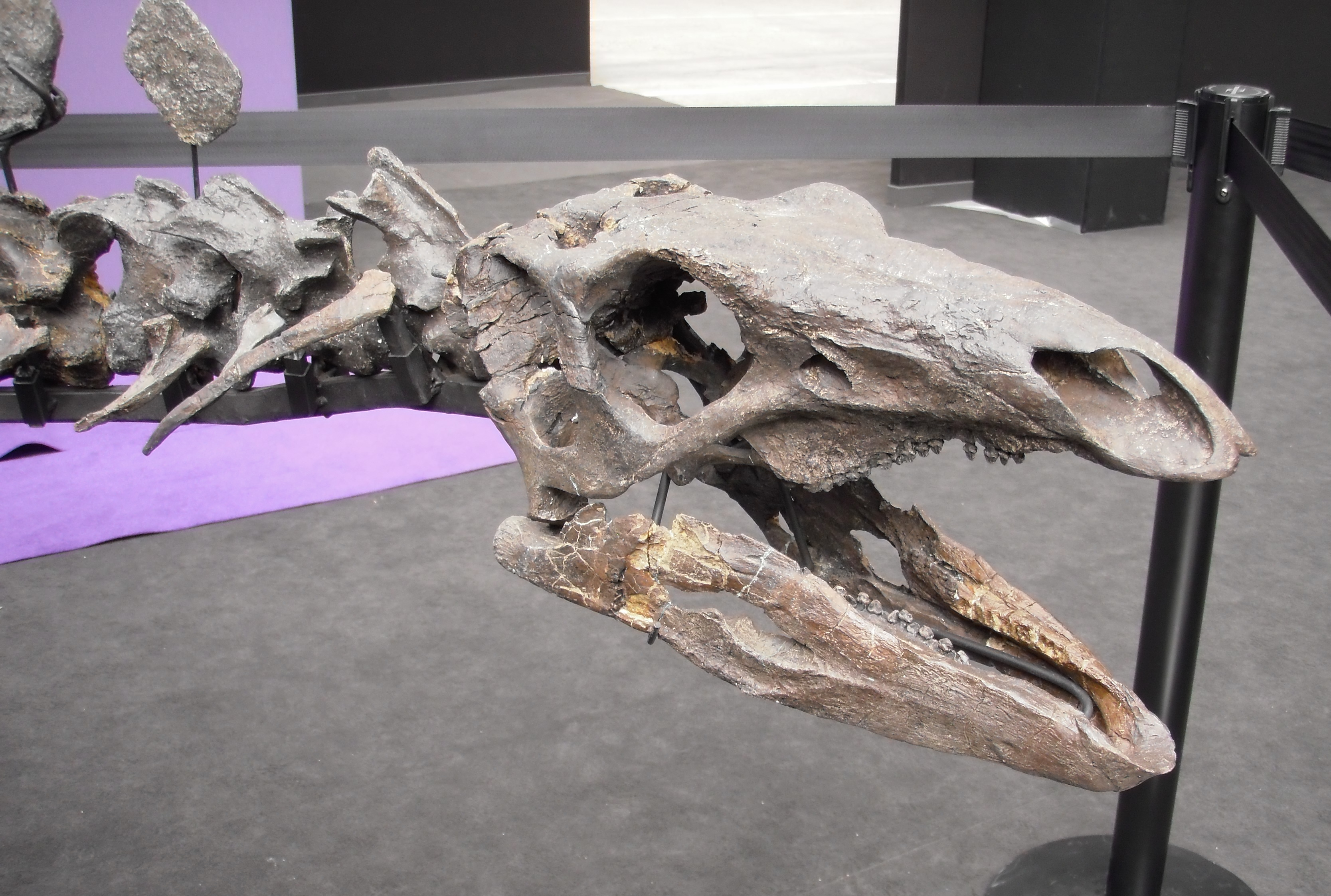
두개골과 목

스테고사우루스와 그 근연종들은 초식성이었다. 하지만 이들의 이빨과 턱은 다른 초식성 조반류 공룡들과는 매우 달라서 이들의 섭식전략이 아직 잘 알려지지는 않았지만 다른 공룡들과는 달랐으리라는 짐작을 하게 한다. 다른 조반류 공룡들은 식물성 먹이를 저작할(grinding) 수 있는 형태의 이빨과 턱을 위아래 뿐만 아니라 수평으로도 움직일 수 있는 구조를 가지고 있다. 다른 조반류 공룡들에서 쉽게 볼 수 있는 단단한 턱과 저작이 가능한 이빨과 달리 스테고사우루스를 포함한 검룡류는 작고 뭉툭한 이빨을 가지고 있었으며 이 이빨들의 마모상태를 보면 주로 이빨과 음식의 접촉에 의해 마모가 일어난 것으로 보이며 턱도 특이한 구조로 아마 위아래로 움직이는 것만 가능했을 것이다. 이들의 이빨은 " 효과적인 저작운동을 할 수 있는, 딱 들어맞는 형태가 아니며," 검룡류의 화석 기록에 소화를 돕기 위한 위석 — 일부 공룡들, 그리고 일부 오늘날의 새들이 삼켜서 배 속에 가지고 있는 돌들 — 이 있었다는 증거는 발견되지 않았으므로 스테고사우루스가 몸집을 유지하기 위해 먹어야 했을 식물성 먹이들을 어떻게 먹고 어떻게 소화시켰는지는 "제대로 이해하지 못하고 있다."
검룡류는 쥐라기 후기에 지리적으로 널리 분포하고 있었다. 고생물학자들은 이들이 이끼 양치류, 속새류, 소철, 그리고 침엽수나 열매들을 먹었을 것이라고 생각한다. 오늘날의 초식성 포유류들에서 볼 수 있는 것처럼 풀을 뜯어 먹는 것은 스테고사우루스에게는 불가능했는데, 풀(grasses)이 스테고사우루스가 멸종하고도 한참 후인 백악기는 되어야 처음 나타나기 때문이다.

스테고사우루스의 이빨

스테고사우루스의 섭식 행동 전략에 대한 한 가지 가설은 이들이 낮게 자라는 다양한 겉씨식물의 열매 및 잎 등을 먹었으리라는 것이다. 이 시나리오에서는 스테고사우루스가 땅에서부터 최고 1 미터 높이에 있는 식물을 먹었으리라고 본다. 다른 가설로는, 만일 바커가 제안한 것처럼 스테고사우루스가 두 다리로 일어설 수 있었다면 상당히 높은 곳, 성체의 경우에는 약 6 미터 높이에 있는 열매와 잎들까지 먹을 수 있었을 것이다.
스테고사우루스 섭식 행동의 생체역학에 대한 자세한 컴퓨터 분석이 서로 다른 두 가지의 스테고사우루스 이빨 3 차원 모델들과 사실적인 물리적 특성을 이용하여 2010년에 수행되었다. 이 모델에 더해 알려진 두개골의 비율, 그리고 다양한 크기와 단단함을 지닌 나무 가지를 시뮬레이트하여 무는 힘도 계산하였다. 계산을 통해 얻어진 스테고사우루스의 무는 힘은 140.1 N (뉴튼), 183.7 N, 그리고 275 N (각각 앞, 중간, 뒤쪽의 이빨) 으로, 래브라도 리트리버의 절반도 안 되는 세기였다. 이것으로 보아 스테고사우루스는 잎이 달린 작은 가지는 쉽게 물어뜯을 수 있었지만 지름 12 mm 이상이 되는 것은 그게 뭐든지 씹어먹기 힘들었을 것이다. 따라서 스테고사우루스는 주로 작은 가지와 잎들을 먹었을 것이며 이 연구에서 예상한 것보다 훨씬 효율적으로 무는 능력을 갖추고 있지 않았다면 큰 나무가지를 먹지는 못했을 것이다.

## 고생태학
모리슨층은 뚜렷한 건기와 우기가 있고 평평한 범람원이 있는 반건조기후로 해석되어 왔다. 식생은 강 주변을 따라 침엽수, 나무 양치류 및 양치류로 이루어진 띠 모양의 숲 (대상림 帶狀林 gallery forest)에서부터 아라우카리아 비슷한 침엽수 브라키필룸 등의 나무가 드문드문 있는 양치류 초원까지 다양했을 것이다. 화석을 통해 이 기간동안의 식물상을 보면 녹조류, 균류, 이끼, 속새, 양치류, 소철, 은행, 그리고 여러 과의 침엽수 등이 알려져 있다. 발견된 동물화석에는 이매패류, 달팽이, 조기어류, 개구리, 도롱뇽, 거북, 옛도마뱀류, 도마뱀, 육상 및 수생 악어형류, 익룡 여러 종, 다수의 공룡, 그리고 도코돈트, 다구치류, 시메트로돈트 및 트리코노돈트와 같은 초기 포유류들이 있다.
스테고사우루스와 함께 살았던 공룡에는 수각류인 알로사우루스, 사우로파가낙스, 토르보사우루스, 케라토사우루스, 마르쇼사우루스, 스토케소사우루스, 그리고 오르니톨레스테스 등이 포함된다. 용각류가 이 지역의 지배적인 종류였으며 여기에는 브라키오사우루스, 아파토사우루스, 디플로도쿠스, 카마라사우루스, 그리고 바로사우루스 등이 포함된다. 기타 조반류 공룡에는 캄프토사우루스, 가르고일레오사우루스, 드리오사우루스, 그리고 오트니엘리아 등이 있다. 스테고사우루스는 알로사우루스, 아파토사우루스, 카마라사우루스, 그리고 디플로도쿠스 등의 공룡과 종종 같은 장소에서 발견된다.

## 대중문화
스테고사우루스는 가장 쉽게 알 수 있는 공룡 중 하나로, 각종 영화, 만화영화, 만화, 장난감에서 묘사되고 있다. 심지어 1982년에는 콜로라도주의 주 상징 공룡(State Dinosaur)으로 선정되었다.